# Hallelujah (canção de Leonard Cohen)
"Hallelujah" é uma música do cantor e compositor canadense Leonard Cohen. Foi gravada originalmente para o álbum Various Positions (1984), a canção já obteve inúmeras versões cantadas por diversos artistas como: Gabriela Rocha, K. D. Lang, Il Divo, Bon Jovi, Damien Rice, John Cale, Jeff Buckley, o tenor João Mendonza, Rufus Wainwright, Pentatonix, Juninho Vox, Raul Blum, Ondiekson Lenke, wes tucker e Alexandra Burke, Pain of Salvation. No Brasil, artistas como o gaúcho Elton Saldanha e Rafa Gomes interpretaram a música. Já foi incluída em programas de televisão e trilhas sonoras de filmes como Shrek. É considerada por muitos uma das melhores músicas de todos os tempos.

## Composição e gravação

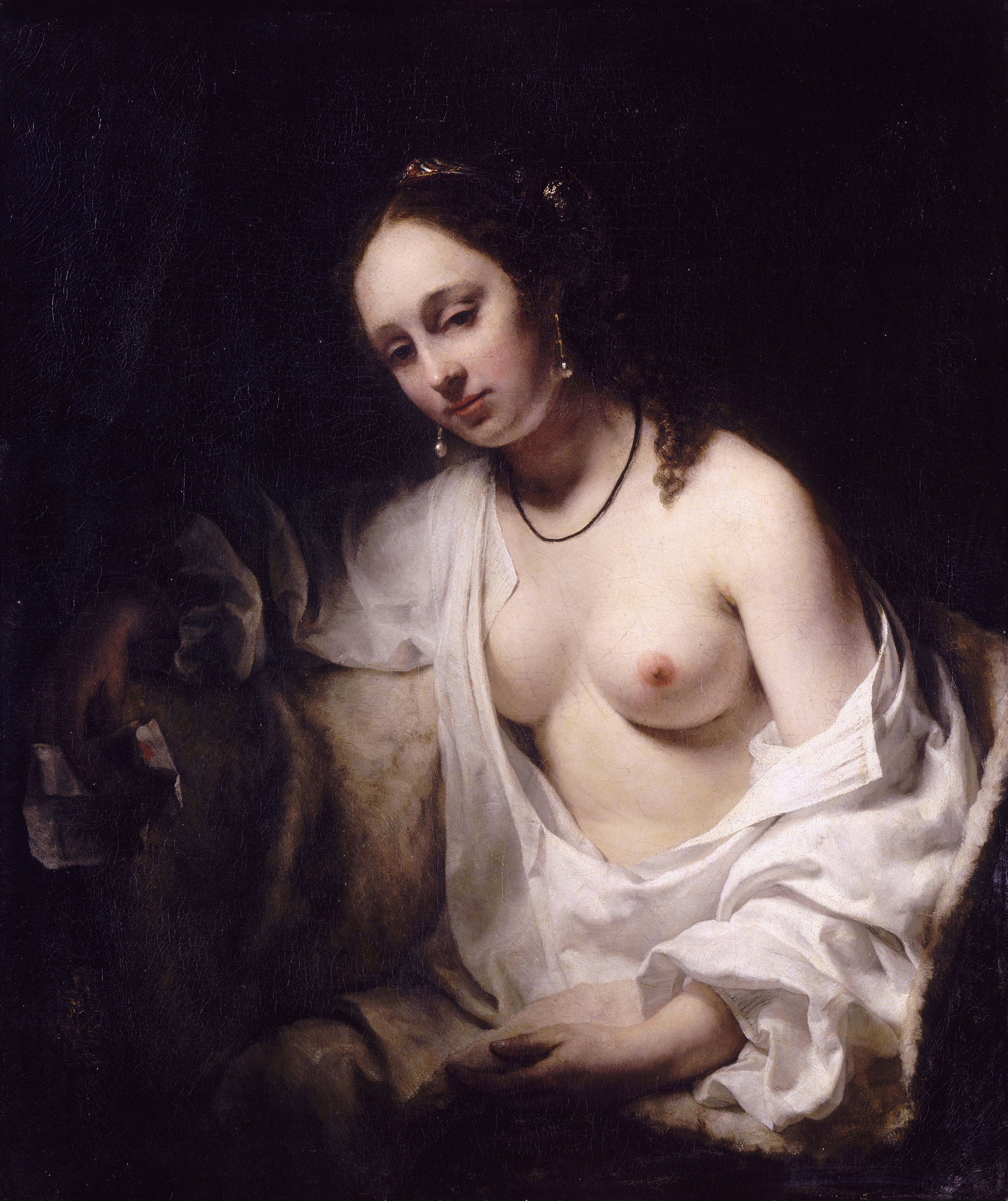
Betsabá lendo carta do rei Davi (pintura de Willem Drost, 1654)

Escrita originalmente em compasso (métrica musical) 12/8 e em dó maior, que evoca tanto o rock and roll ancestral como a música sacra cristã, a progressão harmônica da composição corresponde precisamente à letra da música na primeira estrofe: "goes like this, the fourth, the fifth, the minor fall, and the major lift": segue com dó, fá, sol, lá menor e fá. Isso significa uma referência metamusical (representação metalinguística aplicada à música), que enriquece extraordinariamente a peça.
"Hallelujah" foi originalmente composta por Leonard Cohen ao longo de um ano, que confessou ter sido um processo difícil e frustrante. Ele disse que escreveu pelo menos oitenta versos, descartando a maior parte deles no processo  elaborativo da canção. Eu preenchi dois blocos de notas e me lembro de estar em Nova Iorque, com minhas roupas de baixo no carpete, batendo a cabeça no chão e dizendo: "Não consigo terminar esta canção." Sua versão original, presente no álbum Various Positions, contém várias referências bíblicas, contando a história de Sansão e Dalila ("she cut your hair") vinda do Livro dos Juízes, juntamente com a de Davi e Betsabé (o adultério: "You saw her bathing on the roof/Her beauty in the moonlight overthrew you").

## Paradas musicais
| País/Parada (1985–2016)                                 | Melhor posição |
| ------------------------------------------------------- | -------------- |
| Alemanha (Offizielle Deutsche Charts)                   | 27             |
| Austrália (ARIA)                                        | 59             |
| Áustria (Ö3 Austria Top 75)                             | 13             |
| Canadá (Canadian Hot 100)                               | 17             |
| República Checa (Singles Digitál Top 100)               | 65             |
| Escócia (Scottish Singles Chart)                        | 30             |
| Eslováquia (Singles Digitál Top 100)                    | 58             |
| Espanha (PROMUSICAE)                                    | 3              |
| Estados Unidos (Billboard Hot 100)                      | 59             |
| Estados Unidos (Billboard Hot Rock & Alternative Songs) | 20             |
| Finlândia (Latauslista Download)                        | 4              |
| França (SNEP)                                           | 1              |
| Irlanda (IRMA)                                          | 55             |
| Itália (FIMI)                                           | 66             |
| Nova Zelândia (RMNZ)                                    | 1              |
| Países Baixos (Single Top 100)                          | 27             |
| Portugal (AFP)                                          | 69             |
| Reino Unido (UK Singles Chart)                          | 36             |
| Suécia (Sverigetopplistan)                              | 16             |
| Suíça (Schweizer Hitparade)                             | 2              |

## Outras versões
Diferentes versões de "Hallelujah" já foram realizadas por um grande número de artistas: mais de 300, em diversas linguagens. As estatísticas das empresas RIAA, Music Canada, ARIA e FIIF mostram que antes do final de 2008, mais de 5 milhões de cópias da canção foram vendidas. A canção foi destaque de trilhas sonoras de diversos filmes e programas de televisão, além de ser assunto de um documentário feito pela BBC, intitulado "The Fourth, The Fifth, The Minor Fall".
Em abril de 2009, a CBS Radio entrevistou Cohen, que disse considerar as várias capas existentes de sua canção "irônicas e divertidas", já que quando ele escreveu a primeira canção, sua gravadora não queria que ele a lançasse. Na ocasião, no entanto, ele achava que a canção poderia ganhar uma oportunidade na exposição. "Eu estava lendo uma resenha de um filme chamado Watchmen que dizia: 'Podemos ter, por favor, uma moratória sobre utilizar 'Hallelujah' em filmes e programas de televisão?' Eu o sinto também. Acho que esta é uma boa canção, mas muitas pessoas já a cantaram".

### Versão de John Cale
O cover de Cale apareceu pela primeira vez no álbum I'm Your Fan (1991), um álbum de tributo a Leonard Cohen, e posteriormente em seu álbum ao vivo Fragments of a Rainy Season (1992). Essa versão continha vocais, piano, e letras que Cohen tinha apenas tocado ao vivo. Cale tinha visto Cohen executar as canções e lhe pediu o envio das letras. Cohen, com efeito, enviou-lhe quinze páginas de letras. Cale, contudo, afirmou: "Cohen apenas escolheu os versos atrevidos".
A versão de Cale deu formas a base dos espectáculos mais subsequentes, incluindo performances de Cohen durante sua turnê mundial de 2008-2009.

### Versão de Jeff Buckley
O cantor americano Jeff Buckley, inspirado no anterior cover de Cale, gravou uma das mais conhecidas versões de "Hallelujah" de seu álbum de estreia — e seu único realmente completo — Grace, em 1994. Muitos consideram essa "versão Buckley" como a versão definitiva da canção. Buckley, contudo, não totalmente satisfeito, gravou mais de vinte outras tomadas (takes), três das quais o produtor Andy Wallace utilizou e misturou para criar uma única faixa.

#### Recepção da crítica
Em 2004, a versão de Buckley ficou na 259º posição da lista de 500 melhores músicas de todos os tempos da revista Rolling Stone. No mesmo ano, a revista Time escreveu que a versão de Buckley foi "requintadamente cantada," observando que "Cohen 'murmurou' a canção original como um hino fúnebre, mas Buckley... tratou a música como uma cápsula pequena da humanidade, usando a voz para variar entre a glória e a tristeza, a beleza e a dor. É uma das grandes músicas."
Em setembro de 2007, foi feita uma enquete com cinquenta compositores chamados pela revista Q para escolherem dez melhores canções. John Legend elogiou a versão de Jeff, dizendo "(...) É o mais perto da perfeição que já se chegou. A letra de 'Hallelujah' é simplesmente incrível e a melodia é linda e, em seguida, há a interpretação de Jeff. É uma das mais belas músicas gravadas que já eu ouvi."

#### Paradas musicais
| País/Parada (2006–16)               | Melhor posição |
| ----------------------------------- | -------------- |
| Austrália (ARIA)                    | 70             |
| Áustria (Ö3 Austria Top 75)         | 38             |
| Canadá (Canadian Digital Songs)     | 2              |
| Estados Unidos (Digital Songs)      | 1              |
| Europa (European Hot 100 Singles)   | 10             |
| França (SNEP)                       | 64             |
| Finlândia (Suomen virallinen lista) | 14             |
| França (SNEP)                       | 1              |
| Irlanda (IRMA)                      | 8              |
| Itália (FIMI)                       | 45             |
| Nova Zelândia (Recorded Music NZ)   | 22             |
| Países Baixos (Single Top 100)      | 3              |
| Noruega (VG-lista)                  | 7              |
| Reino Unido (UK Singles Chart)      | 2              |
| Suécia (Sverigetopplistan)          | 5              |
| Suíça (Schweizer Hitparade)         | 38             |
| Fim de Ano (2008)                   | Posição fixada |
| Suécia (Sverigetopplistan)          | 100            |

### Versão de Rufus Wainwright
O compositor e músico canadense-estadunidense Rufus Wainwright conheceu brevemente Jeff Buckley e gravou-lhe um tributo após sua morte em 1997. Essa canção, "Memphis Skyline", referiu a versão de Buckley de "Hallelujah", que Wainwright viria também a gravar, embora com piano e um arranjo semelhante a de Cale. A versão de Wainwright foi destaque no álbum Shrek: Music from the Original Motion Picture, embora tenha sido a versão de Cale, que foi usada no filme em si. A trilha sonora de Shrek, contendo cover de Wainwright, foi certificada dupla platina nos Estados Unidos em 2003 como a realização de vendas de mais de dois milhões de cópias.
Rufus Wainwright, sua irmã Martha Wainwright, e Joan Wasser cantaram a música no filme "Leonard Cohen: I'm Your Man".

#### Paradas musicais
| País/Parada (2007–10)                           | Melhor posição |
| ----------------------------------------------- | -------------- |
| Estados Unidos (Hot Rock and Alternative Songs) | 16             |
| Estados Unidos (Rock Digital Songs)             | 16             |
| Reino Unido (UK Singles Chart)                  | 97             |

### Versão de k. d. lang
Em 2004, k. d. lang gravou uma versão de "Hallelujah" em seu álbum Hymns of the 49th Parallel (2004). Desde então, ela cantou em vários eventos importantes, como no Juno Award de 2005, onde "fez o público levantar-se para uma ovação de dois minutos". Lang também cantou em 2006 no Canadian Songwriters Hall of Fame, quando Cohen foi introduzido no Hall da Fama. A parceira de Cohen, Anjani Thomas, afirmou: "Depois de ouvir k. d. lang tocar aquela música no Hall da Fama do compositor canadense em 2006, olhamos um para o outro e dissemos: 'Bem, acho que podemos colocar essa música para descansar agora! É realmente foi feito em seu estado de perfeição final'." Lang cantou na cerimônia de abertura dos Jogos Olímpicos de Inverno de 2010 em Vancouver, diante de uma audiência de TV reivindicada de três bilhões.
Lang novamente cantou a música no concerto Tower of Song: A Memorial Tribute to Leonard Cohen (2017).

#### Paradas musicais
| País/Parada (2010)                 | Melhor posição |
| ---------------------------------- | -------------- |
| Austrália (ARIA)                   | 13             |
| Canadá (Canadian Hot 100)          | 2              |
| Dinamarca (Hitlisten)              | 40             |
| Países Baixos (Single Top 100)     | 23             |
| Noruega (VG-lista)                 | 11             |
| Suécia (Sverigetopplistan)         | 12             |
| Suíça (Schweizer Hitparade)        | 21             |
| Estados Unidos (Billboard Hot 100) | 61             |

### Versão de Alexandra Burke
Alexandra Burke, vencedora da quinta série de reality show britânico "The X Factor", lançou uma versão cover da canção condensado como um prêmio por sua vitória. Chegou ao Natal número um das paradas de sucesso do Reino Unido em 21 de Dezembro de 2008. O vídeo da música apresenta imagens de The X Factor, que liga a letra a história da vitória de Burke.
O lançamento do criado interesse cobrem Burke nas versões anteriores da música, incluindo uma campanha fã Buckley tomar cobrem Buckley ao topo da parada de Natal para negar Burke o primeiro lugar. A campanha foi alimentada por fãs de Buckley antipatia Jeff de X 'Factor comercialismo e música, o regime, bem como o desejo por esse contingente para introduzir a música os fãs mais jovens para a versão de Buckley. Burke se não era apaixonado por a escolha da canção, dizendo "Ele simplesmente não fazer nada por mim".
A versão de Burke quebrou um recorde de vendas da Europa, depois de vender mais de 105.000 downloads digitais em apenas um dia, quebrando o recorde anterior estabelecido por Leona Lewis. A empresa vendeu 576 mil cópias em sua primeira semana, tornando-se o mais vendido single lançado por uma mulher no Reino Unido e em 2008 um número de Natal, enquanto Buckley alcançou a posição #2 e versão original de Cohen em #6. Em 28 de Dezembro de 2008, o UK Singles Chart cotada versão de Burke como o single mais vendido do ano, com o NME anuncia venda de 1 milhão de cópias desde seu lançamento. A versão de Burke da canção é a #7 best-seller de download de todos os tempos no Reino Unido, onde já vendeu 1.200.000 cópias. Foi apresentado no Now That's What I Call Music! 72 e no Now That's What I Call Christmas Tunes 2, bem como em seu álbum de estréia, Overcome.
A versão de Burke alcançou a posição #5 nas maiores singles mais vendidos da década 2000-2009, batendo todos os últimos X Factor concorrente, incluindo Leona Lewis e Shayne Ward. Também foi o single mais vendido da década de sexta, na Irlanda.

#### Paradas musicais
| País/Parada (2008–17)             | Melhor posição |
| --------------------------------- | -------------- |
| Áustria (Ö3 Austria Top 75)       | 53             |
| República Checa (Rádio Top 100)   | 27             |
| Europa (European Hot 100 Singles) | 6              |
| França (SNEP)                     | 175            |
| Irlanda (IRMA)                    | 1              |
| Escócia (Scottish Singles Chart)  | 1              |
| Eslovênia (SloTop50)              | 25             |
| Reino Unido (UK Singles Chart)    | 1              |

### Versão Pentatonix
Em 2016 grupo norte-americano Pentatonix criou uma nova versão a capela, de qualidade realmente excepcional e com apenas alguns dias no Youtube, foi vista por mais de 13 milhões de pessoas. Hoje a música possui mais de 450.000.000 de visualizações e o CD vendeu mais de 1.300.000 cópias.
| País/Parada (2016–20)                        | Melhor posição |
| -------------------------------------------- | -------------- |
| Alemanha (Offizielle Deutsche Charts)        | 4              |
| Áustria (Ö3 Austria Top 75)                  | 1              |
| Bélgica (Ultratop 50 de Flandres)            | 22             |
| Bélgica (Ultratip Bubbling Under da Valônia) | 14             |
| Canadá (Canadian Hot 100)                    | 16             |
| República Checa (Singles Digitál Top 100)    | 83             |
| Eslováquia (Singles Digitál Top 100)         | 53             |
| Espanha (PROMUSICAE)                         | 23             |
| Estados Unidos (Holiday 100)                 | 2              |
| Estados Unidos (Billboard Hot 100)           | 23             |
| Estados Unidos (Rolling Stone Top 100)       | 68             |
| França (SNEP)                                | 20             |
| Mundo (Billboard Global 200)                 | 64             |
| Hungria (Single Top 40)                      | 2              |
| Itália (FIMI)                                | 19             |
| Países Baixos (Single Top 100)               | 87             |
| Suécia (Sverigetopplistan)                   | 70             |
| Suíça (Schweizer Hitparade)                  | 7              |